# Врапчин
Врапчин (грч. Χειμάδιο, Химадио) је некадашње насеље у Грчкој у општини Суровичево, периферија Западна Македонија.

## Географија
Врапчин се налазио поред саме западне обале Рудничког језера (Врапчинско језеро), на надморској висини од 600 метара, 12 км северозападно од Кајлара. Насеље је спадало у потпланинско-језерска села и везано је за исушене језерске заливе. Изнад кућа, према североистоку, је била планина под пашом, а испод кућа, раван са њивама.

## Историја
Према Етнографији вилајета Адријанопољ, Монастир и Салоника, штампаној у Цариграду 1878. године, која се односила на мушко становништво 1873. године Врачини је означено као село у Леринској кази са 30 домаћинства и 85 житеља Словена. Представљао је колибарско насеље мештана села Сребрено, који су ту имали изграђене колибе због удаљености својих имања од Сребрена. Раније је насеље било читлук са 8 турских кућа, чији су се становници највероватније иселили за време Првог балканског рата. Према попису из 1920. године у насељу је било 47 житеља Словена из Сребрена који су у међувремену откупили имања. За време Грађанског рата село је било напуштено, због чега је на попису 1951. године без житеља, али је већ на следећем попису 1961. године имало 23 становника, да би од 1981. његови житељи били урачунати у састав насеља Сребрено.

## Становништво
| Година       | 1928 | 1940 | 1951 | 1961 | 1971 | 1981 | 1991 |
| ------------ | ---- | ---- | ---- | ---- | ---- | ---- | ---- |
| Становништво | 56   | 15   | 0    | 23   | 8    | 0    | 0    |